# Paramecium biaurelia
A Paramecium biaurelia a csillósok Paramecium nemzetségének  Paramecium aurelia fajkomplexumba tartozó faja. Szabadon élő vízi egysejtű számos endoszimbionta baktériummal. Bár ezek definíció szerint paraziták, mutuális kapcsolatuk van a csillóssal, melynek túlélési előnyt adnak. Modellszervezetként használják a gravitációs erőhatások különböző környezetekben való teszteléséhez.
A P. biaureliát Tracy Morton Sonneborn írta le 1975-ben a különböző P. aurelia-fajok leírásakor.

## Biológia

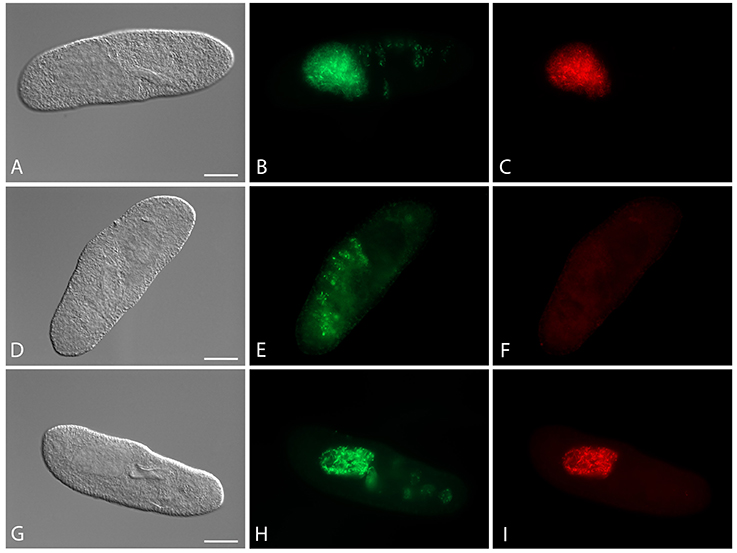
Paramecium biaurelia Preeria caryophila endoszimbionta baktériummal (zöld, vörös). Középen a halvány zöld és hiányzó vörös antibiotikum-kezelés miatt van.

A Paramecium biaurelia egysejtű csillós 133 μm hosszú megnyúlt testtel. A P. aurelia többi fajától megkülönbözteti, hogy 21 °C alatt, 21:00 és 7:00 közt szaporodik. Genetikailag elkülönül (klád) a többi fajjal való jelentős genetikai keveredés (génáramlás) nélkül.
Legfontosabb endoszimbionta baktériumai a Holospora caryophila, a Caedibacter paraconjugatus és a (Candidatus) Bealeia paramacronuclearis, melyek a Rickettsiaceae tagjai, valamint a (Candidatus) Fokinia cryptica, mely a Midichloriaceae tagja. E fajok Gram-negatív baktériumok. Energiaparaziták, mivel a gazda ATP-jét igénylik energiaigényes funkciókhoz, de növelik annak növekedési sebességét. A H. caryophila a P. biaureliát és a P. caudatumot fertőzheti, és Preeria caryophilára nevezték át morfológiai elemzés és filogenetika alapján.
A P. caryophila a P. biaurelia magjában parazita, és a csillóstól függ aminosavak, metabolikus útvonalak – például a glikolízis és a citromsavciklus – és nukleotidok tekintetében. Ezzel szemben a Bealeia paramacronuclearis és a Fokinia cryptica citoplazmatikus paraziták. Előbbi ellipszoid alakú, 1,8–2,4 μm hosszú és 0,4–0,5 μm széles. A csillósban 7–8 sejtből álló csoportokat alkot párhuzamos vonalakban. Nagyjuk a makronukleusz közelében van (ami a faj nevét indokolja), és néha a magburokhoz csatlakozónak tűnik. A Fokinia cryptica kisebb, 0,35–0,40 μm-es, és véletlenszerűbben található meg a citoplazmában.
A Caedibacter nemzetségbe tartozó „kappa” baktérium olyan toxinok termelését okozhatja, mely a faj domináns toxinkódoló génnel nem rendelkező tagjait elölheti. A kappa baktériumot ritkábban veszti el a P. biaurelia, mint a P. tetraurelia.

## Elterjedés
Európában, Ázsiában, Ausztráliában, Új-Zélandon, Tasmániában, Észak- és Dél-Amerikában található. Hideg-mérsékelt éghajlaton a leggyakoribb, trópusin nem fordul elő.

## Genomika
Feltehetően a Paramecium sexaurelia után vált el a Paramecium tetraurelia fajtól. 2 lehetséges Spt5-génje van.

## Fordítás
Ez a szócikk részben vagy egészben  a   Paramecium biaurelia című angol Wikipédia-szócikk ezen változatának fordításán alapul.  Az eredeti cikk szerkesztőit annak laptörténete sorolja fel. Ez a jelzés csupán a megfogalmazás eredetét és a szerzői jogokat jelzi, nem szolgál a cikkben szereplő információk forrásmegjelöléseként.